# Laguna Merín
La laguna Merín (en portugués, Lagoa Mirim) es una extensa laguna de agua dulce, con un área de 3750 km², que se encuentra en la frontera entre Brasil (estado de Río Grande del Sur) y Uruguay.

## Etimología
Su nombre deriva del vocablo tupí-guaraní "mi´rí", que significa «pequeña».

## Generalidades
Aunque no se le considera una laguna costera propiamente dicha, dada su distancia en el interior del continente, la laguna Merín está separada del océano Atlántico por un istmo arenoso y parcialmente estéril denominado históricamente como los Campos Neutrales. La laguna Mangueira se encuentra en dicho istmo y forma parte de la misma cuenca hidrográfica. 
La laguna Merín no tiene conexión directa con el Atlántico, pero el Río Grande, un canal de marea de unos 39 km de largo que conecta la laguna de los Patos con el Atlántico, ofrece una entrada a las aguas interiores navegables de ambas lagunas y varios puertos pequeños. Ambas lagunas son restos de una antigua depresión del litoral encerrada por playas de arena, formadas por la acción combinada del viento y las corrientes oceánicas.
Los principales afluentes desde el territorio uruguayo son los ríos Cebollatí y el Tacuarí y, en el límite entre ambas naciones, el Yaguarón (en portugués: Jaguarão). El río o canal San Gonzalo comunica esta laguna con la laguna de los Patos, una laguna aún mayor, de tipo lagoon, conectada con el océano Atlántico.

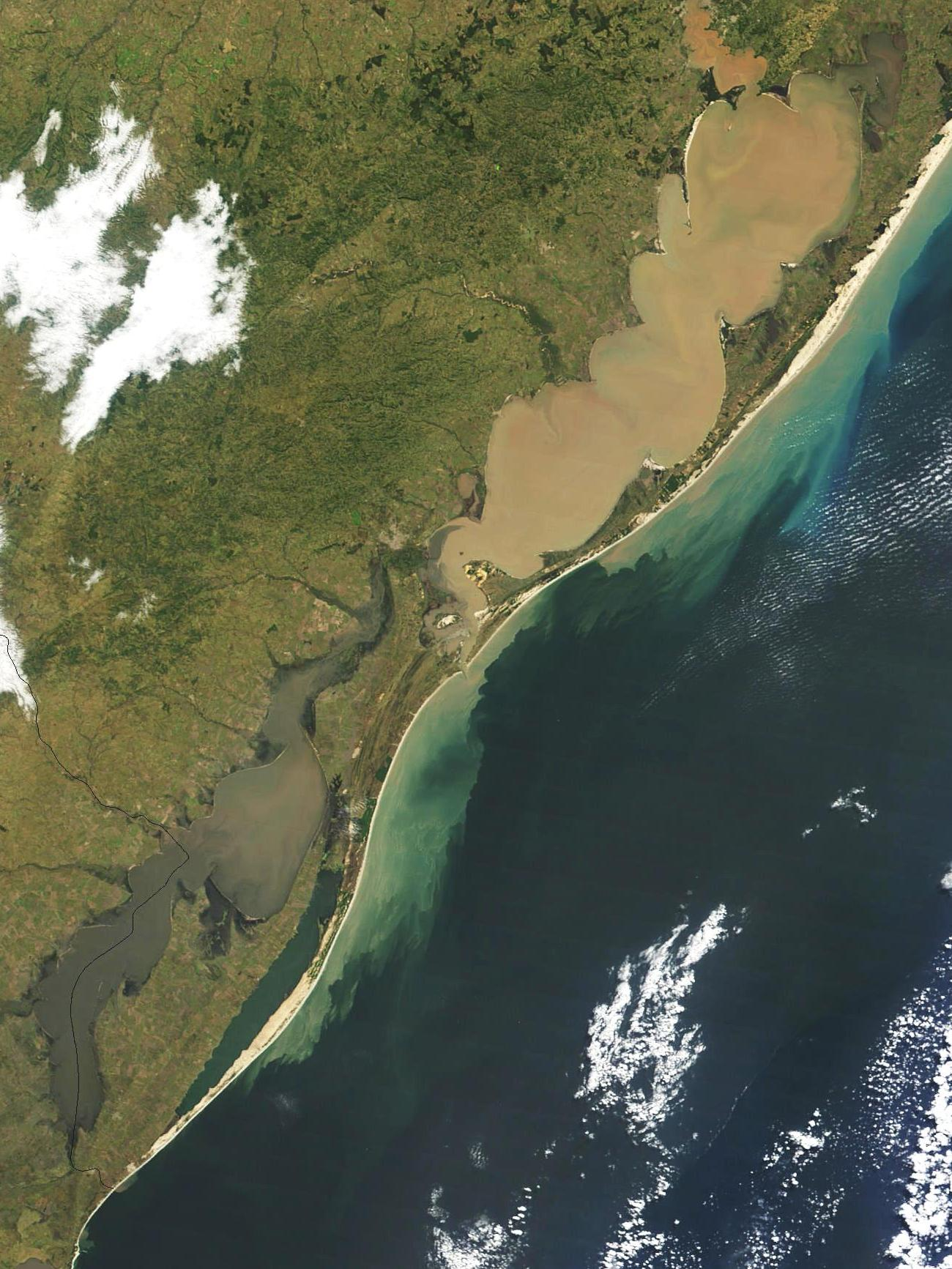
Laguna Merín (esquina inferior izquierda)

Las aguas de la laguna Merín eran dulces, con intermitentes intrusiones de agua salobre procedente de la laguna de los Patos a través del canal de San Gonzalo, pero en la actualidad las aguas de la laguna Merín son dulces debido a la construcción de la esclusa do Centurião. Esta esclusa fue construida en 1977 con el objetivo de impedir la intrusión del agua del mar en la Laguna Merín, y garantizar así una reserva de agua potable para las ciudades de Río Grande y Pelotas, así como prevenir que el agua salobre perjudique los cultivos de arroz situados en torno a la laguna. La esclusa ayuda también a evitar inundaciones. 
Las costas de la laguna se caracterizan por sus extensos humedales, destacándose el Bañado de Taim, declarado patrimonio de la humanidad por la Unesco.
La cuenca de la laguna se extiende por ambos países y su economía se basa fundamentalmente en la ganadería. Sin embargo, es muy importante el cultivo de arroz, aprovechando las condiciones favorables al desarrollo de ese cereal. El turismo también es una importante fuente de recursos. En diversos puntos de sus orillas hay lugares habilitados para el baño con playas de arena de poca profundidad.

## Historia
El 7 de julio de 1977 se firmó en Brasilia el Tratado de la Cuenca de la Laguna Merín. La Comisión Mixta Uruguayo-Brasileña para el Desarrollo de la Cuenca de la Laguna Merín (CLM) es el organismo encargado de velar por el cumplimiento del acuerdo. La CLM tiene una sede en el departamento de Treinta y Tres y otra en Porto Alegre. 